# 哈齊姆·貝卜拉維
哈齐姆·阿卜杜勒·阿齐兹·贝卜拉维（阿拉伯語：حازم عبد العزيز الببلاوي，發音：[ˈħæːzem elbebˈlæːwi]；1936年10月17日—），生于埃及开罗，是埃及自由派經濟學家，曾在2011年穆巴拉克垮台後的軍事統治過渡時期擔任財政部長。2013年7月3日穆爾西被軍方罷職後，他擔任臨時埃及總理，直至2014年2月。

## 早年生涯
贝卜拉维早年在開羅大学與法国的格勒诺布尔大学和巴黎第一大学求學，在巴黎取得經濟學博士學位後，歷任國內外公私營機構職位，包括1983年到1995年間擔任埃及出口開發銀行（ExportDevelopment Bank）總裁。

## 埃及臨時總理
2013年7月7日，臨時總統阿德利·曼苏尔任命曾任財政部長的贝卜拉维擔任總理。新總理贝卜拉维願給予穆斯林兄弟會的政治組織自由與正義黨若干內閣職位。官方中東新聞社（MENA）引述發言人穆斯里馬尼（Ahmed al-Muslimani）的話說：「一些內閣職位將給自由與正義黨。」
2014年2月25日，贝卜拉维宣佈辭去臨時總理一職及內閣總辭。同日埃及临时总统曼苏尔已正式授权住房、公共工程与城市化部长易卜拉欣·馬赫萊卜组建新内阁。